# Гужон, Юлий Петрович
Юлий Петрович Гужо́н (1852 — 1918, Ялта) — русский предприниматель, французский подданный.

## Биография
Родился в семье Пьера Гужона (русское имя — Пётр Осипович Гужон), французского подданного, прибывшего в Россию в 1845 году, владельца шёлкоткацкой фабрики на Шаболовке, а также гвоздильного завода за Бутырской заставой.
Юлий наследовал дело отца и для расширения производства начал строить новый металлургический завод, выбрав подходящий пустырь за Рогожской Заставой и Спасо-Андрониковым монастырем — там, где протекал ручей Золотой Рожок. Он подал прошение на высочайшее имя — «разрешить железопрокатное производство, с постановкой машин и станков, на вновь устраиваемом мною заводе». 2 октября 1883 года в Петергофе Александр III подписал указ, утвердивший устав акционерного Товарищества Московского металлического завода (ММЗ, в советское время — завод «Серп и Молот»). Владельцем 50 % и земельного участка, а, стало быть, полновластным хозяином завода был Гужон.
К февралю 1884 года строительство завода было завершено. Спустя год с небольшим на предприятии Гужона уже работало прокатное производство, и к 1890 году запустили первую мартеновскую печь, а в 1917 году на ММЗ работали свыше 3000 рабочих.
Финансовую поддержку Гужону оказывало немецкое семейство Вогау, сделавшее немалый капитал на торговле чаем и прочими «колониальными товарами», а также инвестировавшие в горнодобывающую и металлургическую промышленность, банковский сектор.
Юлий Петрович был крупнейшим пайщиком Товарищества шёлковой мануфактуры (Москва) и Товарищества Московского металлургического завода. В течение 10 лет был председателем Московского общества заводчиков и фабрикантов (1907—1917). Также был членом Общества распространения полезных книг, Французского общества взаимного вспомоществования, Совета римско-католической французской церкви Святого Людовика, действительным членом Императорского Московского скакового общества.

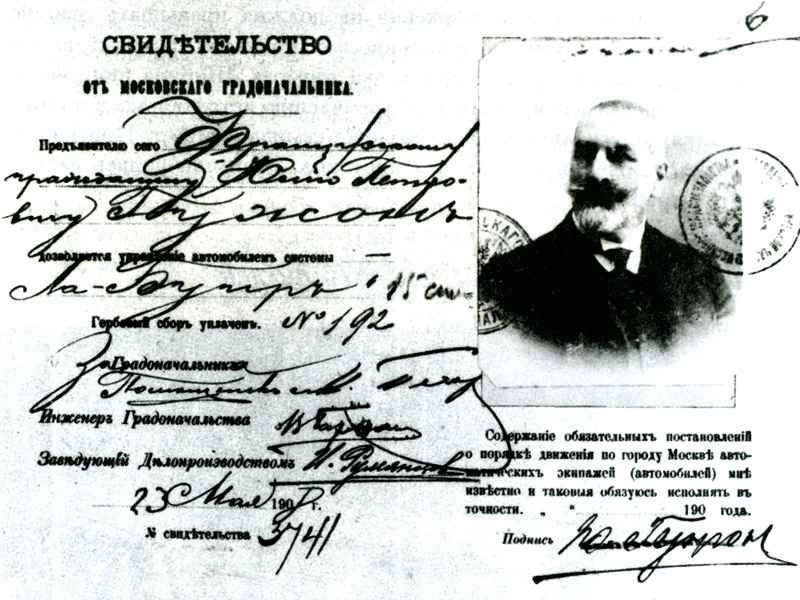
Водительские права, выданные в Москве в 1908 году Юлию Гужону

Будучи страстным энтузиастом автомобилизма, получил первые в России автомобильные права.
Член Общества содействия успехам опытных наук и их практических применений.
Автор ряда произведений на экономические и производственные темы.
После октябрьской революции Гужон покинул Москву и перебрался в Крым на свою дачу под Ялтой, которая находилась рядом с дачей великой княгини Ольги Александровны, с которой Гужоны были в дружбе и часто принимали её в гостях.
В 1918 году убит на собственной даче офицерами Добровольческой армии. Следствием этого убийства была нота, направленная в декабре 1918 года Крымскому краевому правительству С. С. Крыма представителями морского и сухопутного командования союзников, после чего было проведено расследование, но виновные не понесли наказание.
Князь В. А. Оболенский в мемуарах писал: «Следствием руководил известный судебный деятель Н. Н. Таганцев. Несмотря на целый ряд чинившихся ему препятствий, ему удалось наконец установить личности виновников убийства — офицеров Добровольческой армии. Однако дело это сознательно затягивалось, ибо Гужон был французским гражданином и обнаружение факта убийства его офицерами могло неблагоприятно повлиять на отношения французского правительства и Добровольческой армии».
По одной из версий, обстоятельства убийства Ю. П. Гужона в декабре 1918 года связаны с охотой за ключами к крупному финансовому тресту в Швейцарии, который в 1907 году был открыт императором в пользу группы московских предпринимателей во главе с Н. А. Второвым (убитым неизвестными в мае 1918 г). Данная версия отражена в романе Ю. А. Шушкевича «Вексель судьбы» (2014).